# Борхардт, Карл Вильгельм
Карл Вильгельм Борхардт (нем. Karl Wilhelm Borchardt; 22 февраля 1817, Берлин — 27 июня 1880, Рюдерсдорф) — немецкий математик.

## Биография
Образование получил в Берлинском и Кёнигсбергском университетах, в последнем познакомился и сблизился с Якоби, с которым отправился в Италию, а вернувшись оттуда, посетил Париж и только в 1848 г. начал чтение лекций в Берлинском университете.
Вследствие все развивавшейся болезни Борхардт должен был вскоре оставить профессуру. В 1855 г. Борхардт был избран членом Прусской академии наук и принял на себя редактирование «Журнала чистой и прикладной математики». Член-корреспондент СПбАН c 07.12.1879 по Физико-математическому отделению (по разряду математических наук).